# Natação no Campeonato Europeu de Esportes Aquáticos de 2022 - 50 m livre masculino
A prova dos 50 metros nado livre masculino da natação no Campeonato Europeu de Esportes Aquáticos de 2022 ocorreu nos dias 16 e 17 de agosto no Foro Italico, em Roma na Itália. 

## Calendário
| Fase          | Data         | Hora  |
| ------------- | ------------ | ----- |
| Eliminatórias | 16 de agosto | 09:00 |
| Semifinal     | 16 de agosto | 18:24 |
| Final         | 17 de agosto | 18:00 |

Todos os horários estão no horário local (UTC+1)

## Recordes
Antes desta competição, os recordes eram os seguintes:
|                       | Nadador            | Tempo | Local       | Data                   |
| --------------------- | ------------------ | ----- | ----------- | ---------------------- |
| Recorde mundial       | César Cielo        | 20.91 | São Paulo   | 18 de dezembro de 2009 |
| Recorde europeu       | Frédérick Bousquet | 20.94 | Montpellier | 26 de abril de 2009    |
| Recorde do campeonato | Ben Proud          | 21.11 | Glasgow     | 8 de agosto de 2018    |

## Medalhistas
| Ouro            | Prata                  | Bronze                   |
| Ben Proud (GBR) | Leonardo Deplano (ITA) | Kristian Gkolomeev (GRE) |

## Resultados

### Eliminatórias
Esses foram os resultados das eliminatórias.
| Pos. | Bateria | Raia | Nadador                  | Nacionalidade        | Tempo | Notas            |
| ---- | ------- | ---- | ------------------------ | -------------------- | ----- | ---------------- |
| 1    | 6       | 4    | Thom de Boer             | Países Baixos        | 21.59 | Q                |
| 2    | 8       | 4    | Ben Proud                | Reino Unido          | 21.78 | Q                |
| 3    | 8       | 6    | Leonardo Deplano         | Itália               | 21.89 | Q                |
| 3    | 8       | 3    | Lorenzo Zazzeri          | Itália               | 21.89 | Q                |
| 5    | 6       | 3    | Vladyslav Bukhov         | Ucrânia              | 22.02 | Q                |
| 6    | 7       | 5    | Kristian Gkolomeev       | Grécia               | 22.06 | Q                |
| 7    | 7       | 2    | Björn Seeliger           | Suécia               | 22.13 | Q                |
| 8    | 7       | 6    | Jesse Puts               | Países Baixos        | 22.15 | Q                |
| 9    | 6       | 7    | Heiko Gigler             | Áustria              | 22.17 | Q                |
| 10   | 5       | 5    | Illya Linnyk             | Ucrânia              | 22.18 | Q                |
| 11   | 8       | 9    | Diogo Ribeiro            | Portugal             | 22.20 | Q                |
| 12   | 8       | 7    | Meiron Cheruti           | Israel               | 22.21 | Q                |
| 13   | 8       | 5    | Szebasztián Szabó        | Hungria              | 22.22 | Q                |
| 14   | 9       | 8    | Andrej Barna             | Sérvia               | 22.23 | Q                |
| 14   | 7       | 4    | Maxime Grousset          | França               | 22.23 | Q                |
| 16   | 7       | 3    | Paweł Juraszek           | Polónia              | 22.24 | Q                |
| 17   | 7       | 0    | Matej Duša               | Eslováquia           | 22.25 | Recorde nacional |
| 18   | 6       | 6    | Alessandro Miressi       | Itália               | 22.26 |                  |
| 19   | 7       | 8    | Andriy Govorov           | Ucrânia              | 22.38 |                  |
| 19   | 4       | 4    | Matthew Richards         | Reino Unido          | 22.38 |                  |
| 21   | 7       | 1    | Nicholas Lia             | Noruega              | 22.39 |                  |
| 22   | 8       | 2    | Luca Dotto               | Itália               | 22.41 |                  |
| 23   | 6       | 2    | Nikola Miljenić          | Croácia              | 22.45 |                  |
| 24   | 6       | 1    | Kenzo Simons             | Países Baixos        | 22.46 |                  |
| 25   | 4       | 6    | Sergio de Celis          | Espanha              | 22.55 |                  |
| 26   | 4       | 1    | Deniel Nankov            | Bulgária             | 22.58 |                  |
| 27   | 3       | 6    | Alex Ahtiainen           | Estónia              | 22.61 |                  |
| 28   | 7       | 7    | Konrad Czerniak          | Polónia              | 22.63 |                  |
| 28   | 5       | 7    | Rémi Fabiani             | Luxemburgo           | 22.63 |                  |
| 28   | 7       | 9    | Charles Rihoux           | França               | 22.63 |                  |
| 31   | 5       | 3    | Carles Coll              | Espanha              | 22.67 |                  |
| 32   | 5       | 4    | Thomas Piron             | França               | 22.68 |                  |
| 33   | 6       | 9    | Odysseus Meladinis       | Grécia               | 22.70 |                  |
| 34   | 6       | 5    | Ari-Pekka Liukkonen      | Finlândia            | 22.71 |                  |
| 35   | 4       | 3    | Stergios Bilas           | Grécia               | 22.73 |                  |
| 36   | 6       | 0    | Daniel Zaitsev           | Estónia              | 22.74 |                  |
| 37   | 5       | 2    | Malthe Lindeblad         | Dinamarca            | 22.77 |                  |
| 38   | 3       | 7    | Adi Mešetović            | Bósnia e Herzegovina | 22.78 |                  |
| 39   | 8       | 1    | Karol Ostrowski          | Polónia              | 22.79 |                  |
| 40   | 6       | 8    | Frederik Lentz           | Dinamarca            | 22.83 |                  |
| 41   | 5       | 8    | Simon Bucher             | Áustria              | 22.85 |                  |
| 42   | 5       | 6    | Nikola Aćin              | Sérvia               | 22.86 |                  |
| 43   | 5       | 1    | Martin Kartavi           | Israel               | 22.87 |                  |
| 44   | 3       | 5    | Elias Meeus              | Bélgica              | 22.88 |                  |
| 45   | 3       | 4    | Julien Henx              | Luxemburgo           | 22.95 |                  |
| 46   | 5       | 0    | Julien Berol             | França               | 23.00 |                  |
| 47   | 8       | 0    | Jasper Aerents           | Bélgica              | 23.02 |                  |
| 48   | 4       | 7    | Christos Papadopoulos    | Grécia               | 23.05 |                  |
| 49   | 2       | 5    | Josif Miladinov          | Bulgária             | 23.07 |                  |
| 50   | 1       | 1    | Shane Ryan               | Irlanda              | 23.08 |                  |
| 51   | 3       | 2    | Oleksii Khnykin          | Ucrânia              | 23.17 |                  |
| 52   | 4       | 8    | Nikola Bjelajac          | Bósnia e Herzegovina | 23.20 |                  |
| 53   | 4       | 5    | Robin Hanson             | Suécia               | 23.24 |                  |
| 54   | 3       | 8    | Jan Šefl                 | Chéquia              | 23.26 |                  |
| 55   | 4       | 2    | Juan Segura              | Espanha              | 23.27 |                  |
| 55   | 2       | 6    | Símon Elías Statkevicius | Islândia             | 23.27 |                  |
| 57   | 3       | 1    | Artur Barseghyan         | Armênia              | 23.34 |                  |
| 58   | 3       | 9    | Marcus Holmquist         | Suécia               | 23.37 |                  |
| 59   | 3       | 3    | Tomas Navikonis          | Lituânia             | 23.38 |                  |
| 60   | 4       | 9    | Tomas Sungaila           | Lituânia             | 23.45 |                  |
| 61   | 2       | 4    | Bernat Lomero            | Andorra              | 23.56 |                  |
| 62   | 5       | 9    | Max McCusker             | Irlanda              | 23.58 |                  |
| 63   | 3       | 0    | Erik Falk                | Suécia               | 23.74 |                  |
| 64   | 2       | 3    | Markos Iakovidis         | Chipre               | 23.77 |                  |
| 65   | 2       | 7    | Raoul Stafrace           | Malta                | 23.81 |                  |
| 66   | 1       | 4    | Uroš Živanović           | Sérvia               | 23.98 |                  |
| 67   | 2       | 8    | Luka Kukhalashvili       | Geórgia              | 24.05 |                  |
| 68   | 2       | 0    | Rudi Spiteri             | Malta                | 24.11 |                  |
| 69   | 2       | 9    | Vladimir Mamikonyan      | Armênia              | 24.16 |                  |
| 70   | 1       | 5    | Matthew Galea            | Malta                | 24.22 |                  |
| 71   | 1       | 3    | Luka Eradze              | Geórgia              | 24.49 |                  |
| 72   | 1       | 7    | Martin Muja              | Kosovo               | 25.14 |                  |
| 73   | 1       | 6    | Drini Ujkashej           | Albânia              | 26.64 |                  |
| 74   | 1       | 2    | Ared Ruci                | Albânia              | 26.94 |                  |
| 75   | 2       | 1    | Filippos Iakovidis       | Chipre               | DNS   | DNS              |
| 75   | 2       | 2    | Olli Kokko               | Finlândia            | DNS   | DNS              |
| 75   | 4       | 0    | Mateusz Chowaniec        | Polónia              | DNS   | DNS              |

### Semifinal
Esses foram os resultados das semifinais. 
| Pos. | Bateria | Raia | Nadador            | Nacionalidade | Tempo | Notas            |
| ---- | ------- | ---- | ------------------ | ------------- | ----- | ---------------- |
| 1    | 1       | 4    | Ben Proud          | Reino Unido   | 21.40 | Q                |
| 2    | 2       | 4    | Thom de Boer       | Países Baixos | 21.72 | Q                |
| 2    | 1       | 5    | Lorenzo Zazzeri    | Itália        | 21.72 | Q                |
| 4    | 2       | 5    | Leonardo Deplano   | Itália        | 21.73 | Q                |
| 5    | 2       | 8    | Maxime Grousset    | França        | 21.75 | q                |
| 6    | 1       | 3    | Kristian Gkolomeev | Grécia        | 21.76 | q                |
| 7    | 2       | 3    | Vladyslav Bukhov   | Ucrânia       | 21.91 | q                |
| 8    | 1       | 8    | Paweł Juraszek     | Polónia       | 21.92 | q                |
| 9    | 1       | 6    | Jesse Puts         | Países Baixos | 22.02 |                  |
| 10   | 2       | 6    | Björn Seeliger     | Suécia        | 22.04 |                  |
| 11   | 1       | 7    | Meiron Cheruti     | Israel        | 22.07 |                  |
| 11   | 2       | 7    | Diogo Ribeiro      | Portugal      | 22.07 |                  |
| 13   | 1       | 1    | Andrej Barna       | Sérvia        | 22.09 | Recorde nacional |
| 14   | 2       | 1    | Szebasztián Szabó  | Hungria       | 22.13 |                  |
| 15   | 2       | 2    | Heiko Gigler       | Áustria       | 22.14 |                  |
| 16   | 1       | 2    | Illya Linnyk       | Ucrânia       | 22.33 |                  |

### Final
Esse foi o resultado da final. 
| Pos.              | Raia | Nadador            | Nacionalidade | Tempo | Notas |
| ----------------- | ---- | ------------------ | ------------- | ----- | ----- |
| Medalha de ouro   | 4    | Ben Proud          | Reino Unido   | 21.58 |       |
| Medalha de prata  | 6    | Leonardo Deplano   | Itália        | 21.60 |       |
| Medalha de bronze | 7    | Kristian Gkolomeev | Grécia        | 21.75 |       |
| 4                 | 8    | Paweł Juraszek     | Polónia       | 21.78 |       |
| 5                 | 2    | Maxime Grousset    | França        | 21.87 |       |
| 6                 | 5    | Thom de Boer       | Países Baixos | 21.90 |       |
| 6                 | 3    | Lorenzo Zazzeri    | Itália        | 21.90 |       |
| 8                 | 1    | Vladyslav Bukhov   | Ucrânia       | 22.19 |       |

Legenda
| Recorde mundial       | Recorde mundial (World record)               |                       | Recorde africano                      | Recorde africano (African) |                                           | Q | Classificado por posição (Qualified) |
| Recorde do campeonato | Recorde do campeonato (Championship record)  | Recorde da América    | Recorde da América (Americas)         | q                          | Classificado por melhor tempo (Qualified) |   |                                      |
| Melhor marca do ano   | Melhor marca do ano (World leading)          | Recorde asiático      | Recorde asiático (Asian)              | DNS                        | Não largou (Did not start)                |   |                                      |
| Recorde nacional      | Recorde nacional (National record)           | Recorde europeu       | Recorde europeu (European)            | DNF                        | Não terminou (Did not finish)             |   |                                      |
| Recorde pessoal       | Recorde pessoal do atleta (Personal best)    | Recorde da Oceania    | Recorde da Oceania (Oceania)          | DSQ / DQ                   | Desclassificado (Disqualified)            |   |                                      |
| Recorde da temporada  | Recorde da temporada do atleta (Season best) | Recorde sul-americano | Recorde sul-americano (South America) | NM                         | Sem marca (No mark)                       |   |                                      |